# Vysoká (Hustopeče nad Bečvou)
Vysoká je vesnice, část městyse Hustopeče nad Bečvou v okrese Přerov v Olomouckém kraji. Nachází se asi 2,5 kilometru severně od Hustopečí nad Bečvou. V roce 2009 zde bylo evidováno 62 adres.
Vysoká leží v katastrálním území Vysoká u Hustopečí nad Bečvou o rozloze 4,68 km2.

## Historie
První písemná zmínka o vesnici pochází z roku 1492.

## Přírodní poměry
Východně od vsi se v něm nachází Porubská brána, nejnižší přirozené sedlo na rozvodí mezi Odrou a Bečvou (potažmo Dunajem).

## Obyvatelstvo
| Rok            | 1869 | 1880 | 1890 | 1900 | 1910 | 1921 | 1930 | 1950 | 1961 | 1970 | 1980 | 1991 | 2001 | 2011 | 2021 |
| -------------- | ---- | ---- | ---- | ---- | ---- | ---- | ---- | ---- | ---- | ---- | ---- | ---- | ---- | ---- | ---- |
| Počet obyvatel | 230  | 249  | 233  | 206  | 250  | 238  | 269  | 234  | 241  | 230  | 240  | 247  | 233  | 194  | 185  |
| Počet domů     | 51   | 42   | 42   | 41   | 43   | 43   | 44   | 49   | 54   | 54   | 51   | 55   | 56   | 59   | 63   |

## Obecní správa
Při sčítání lidu v letech 1869–1983 Vysoká byla samostatnou obcí, se kterým patřila nejprve do okresu Hranice, ale v letech 1961–1983 v okrese Přerov. Od 1. července 1983 je částí městyse Hustopeče nad Bečvou v okrese Přerov.